# Too Young to Marry (1931)
Too Young to Marry is een Amerikaanse filmkomedie uit 1931 onder regie van Mervyn LeRoy.

## Verhaal
Een pantoffelheld krijgt een ruggengraat en komt in opstand tegen zijn bazige vrouw. Een van zijn dochters kiest zijn kant. De rest van het gezin verzet zich tegen die plotse verandering. Wanneer hij zijn dochter toestemming geeft om te trouwen, gaan ze hem toch respecteren.

## Rolverdeling
| Acteur               | Personage         |
| -------------------- | ----------------- |
| Loretta Young        | Elaine Bumpstead  |
| Grant Withers        | Bill Clark        |
| O.P. Heggie          | Cyrus Bumpstead   |
| Emma Dunn            | Mevrouw Bumpstead |
| J. Farrell MacDonald | Dr. Stump         |
| Lloyd Neal           | Sam Green         |
| Richard Tucker       | Chester Armstrong |
| Virginia Sale        | Myra              |
| Aileen Carlyle       | Mabel             |